# 3325 TARDIS
3325 TARDIS è un asteroide della fascia principale del diametro medio di circa 29,66 km.
Scoperto nel 1984, l'asteroide presenta un'orbita caratterizzata da un semiasse maggiore pari a 3,1874941 UA e da un'eccentricità di 0,0095771, inclinata di 22,24863° rispetto all'eclittica.
L'asteroide prende il suo nome dal TARDIS, l'astronave e macchina del tempo della serie televisiva Doctor Who.